# Ermita de Sant Blai (Tivissa)
Sant Blai és una ermita a 2,5 km a migdia de la vila de Tivissa, en un vessant del Coll del Ventall, que està coronat per les restes del castell de Sant Blai. Antigament, al lloc hi havia existit una capella, suposadament relacionada amb el castell al cim del turó, que rep el mateix nom. D'aquesta no en resta cap vestigi. Enlloc seu, l'any 1858 es va erigir una nova ermita, sota la direcció del llavors rector de Tivissa, Pere Rius.
Ermita de planta rectangular i una sola nau amb capelles laterals i absis semicircular. La nau està coberta amb volta ogival lleugerament apuntada, dividida per arcs torals que descansen sobre una cornisa, que envolta la nau, i pilastres. La volta canvia de dimensions en el presbiteri: es fa més estreta i queda flanquejada per dues portes, una de les quals de la sagristia. Les capelles laterals presenten voltes de canó i s'obren a la nau amb arcs formers de mig punt. Als peus del temple hi ha el cor, suportat per un arc lleugerament apuntat i delimitat per una senzilla barana de forja. La il·luminació de la nau es fa a través d'òculs situats als laterals de la nau i de la rosassa. S'hi accedeix per un portal de pedra acarada amb un arc de descàrrega que incorpora a la part central un rellotge de sol amb data de 1889. A sobre la porta hi ha una petita finestra de mig punt i la rosassa. La façana queda rematada per un campanar d'espadanya ceràmic d'un sol ull. La nau central està reforçada a l'exterior a través de contraforts. En un lateral de la façana posterior trobem adossada la rectoria. El parament dels murs és de maçoneria, amb les cantonades definides amb carreus escairats i els sòcols i cornises ceràmiques.